# Taškömur
Taškömur (in kirghiso Ташкөмүр?, Taşkömür; lett. "pietra di carbone") è una città del Kirghizistan.

## Geografia fisica
La città, una delle più grandi della regione di Žalalabad, è situata in una specie di canyon sulla sponda occidentale del Naryn, di fronte alla strada Oš - Biškek, ai margini delle montagne Tien Shan; è altresì la porta d'accesso alla valle di Fergana provenendo da nord. Si estende per cinque chilometri in direzione nord-sud ed è circondata da montagne ricche di minerali.
Le dighe costruite lungo il Naryn hanno trasformato quello che una volta era un ruscello in un fiume di dimensioni considerevoli che, a detta dei residenti, ha cambiato il clima della zona; oltretutto le dighe hanno alzato massicciamente il livello dell'acqua causando la sommersione di alcuni insediamenti.
Nonostante le dighe e la presenza delle centrali idroelettriche Taškömur al giorno d'oggi non ha ancora una completa e affidabile copertura elettrica.

## Storia
Taškömur venne ufficialmente fondata il 17 dicembre 1943 e divenne rapidamente uno dei maggiori centri industriali dell'Asia centrale sovietica; come si può evincere dal nome era principalmente una città mineraria ma erano presenti anche altri tipi di stabilimenti che contribuivano a diversificare l'economia, tra cui uno per la lavorazione delle sigarette. A supporto dell'industria venne costruita una linea ferroviaria che permetteva ai treni di trasportare il carbone in tutta l'Unione Sovietica; al suo apice Taškömur aveva una popolazione di circa 35.000 abitanti.

## Economia
Da quando la miniera e le fabbriche sono state chiuse la città si è trovata in una difficile situazione economica che ha costretto molti abitanti a spostarsi nella capitale Biškek o a emigrare verso la Russia e il Kazakistan; questo esodo ha dimensioni tali che la maggior parte delle famiglie dichiara di avere almeno un membro all'estero. Gli uomini solitamente sono impiegati nell'edilizia mentre le donne trovano lavoro come venditrici nei bazar o nei negozi. Questi emigranti sono perlopiù stagionali: partono agli inizi della primavera e fanno ritorno in autunno, quando il rigido clima settentrionale rende difficili le condizioni di lavoro.
Le rimesse provvedute in questa maniera permettono ai residenti di mantenere uno stile di vita decente, molti di loro impiegano questo denaro per rinnovare la casa, comprare lettori DVD, parabole satellitari o per aprire negozi ed avviare un'attività.

Ulteriori difficoltà vengono dal fatto che l'Uzbekistan ha reso più difficile e cara l'esportazione delle merci attraverso il suo territorio limitando fortemente il commercio con l'estero.
È altresì degno di nota che a Taškömur, sebbene si trovi a pochi chilometri dalla fertile valle di Fergana e dalle sue sterminate piantagioni di cotone, non è presente terreno arabile.

## Infrastrutture e trasporti
L'allacciamento capillare dell'era sovietica degli appartamenti è ormai solo un ricordo: l'approvvigionamento idrico, specialmente nel caso delle abitazioni ai limiti della città, non è affidabile e non è disponibile l'acqua calda. Taškömur è rimasta esclusa dalla rete di telefonia mobile fino al 2006, una tra le ultime nel paese. Non va meglio per l'accesso pubblico a internet che è tuttora inesistente.

## Geografia antropica

### Suddivisioni amministrative
Taškömur è divisa in cinque quartieri: Severniy, Bayetova, Centro, Dostuk, e Mikrorayon. La città amministra anche quattro villaggi: Shamaldysay, Kyzyl-Alma, Bazyl-Ata, e Mailisay.

## Educazione
Sono presenti otto scuole, una per quartiere e tre per quello centrale mentre nei villaggi adiacenti ce ne sono sei con una struttura cadauno tranne per il principale (Shamaldysay) che ne ha tre.

## Società

### Evoluzione demografica
Quando Taškömur venne fondata la popolazione era soprattutto russa e di altre etnie non chirghise visto che l'assenza di terra da pascolo costituiva un deterrente per la popolazione indigena. Successivamente, quando vennero scoperti i giacimenti di carbone, i chirghisi cominciarono a spostarvisi ma non furono mai la maggioranza della popolazione fino al collasso dell'Unione Sovietica e la conseguente indipendenza del Kirghizistan nel 1991.
Dopo questa data, e soprattutto a partire dal 1995 (quando la città ha iniziato a soffrire grossi problemi economici) molti russi e residenti di altra nazionalità hanno cominciato ad andarsene. Questo ha fatto in maniera tale che ora i chirghisi siano più del 90% della popolazione.

Sebbene Taškömur si trovi ad appena 20 km dal confine non è presente una significativa minoranza uzbeca.